# كفر الشبع
كفر الشبع إحدى قرى مركز الشهداء التابع لمحافظة المنوفية في جمهورية مصر العربية.

## السكان
بلغ عدد سكان كفر الشبع 5,643 نسمة، حسب الإحصاء الرسمي لعام 2006.